# Макеєв Валерій Федорович
Вале́рій Фе́дорович Маке́єв (нар. 7 серпня 1963, м. Золотоноша, Черкаська область) — український письменник, журналіст, громадський діяч, правозахисник.
Член Національної спілки журналістів України (з 2016).

## Життєпис
Народився на Черкащині в м. Золотоноша, де й закінчив середню школу. Здобув три вищі освіти — технічну, економічну та юридичну. Закінчив Кіровоградський інститут сільськогосподарського машинобудування (інженер), Європейський університет (м. Київ, економіст), Міжрегіональну академію управління персоналом (м. Київ, юрист). Автор наукової роботи на тему: «Системи автоматичного управління вібраціями напівшвидкісного вихору в газових опорах» (теорія газового поля), з якою 1986 року переміг на всесоюзному конкурсі наукових робіт у сфері робототехніки.
Розпочав трудовий шлях на черкаському підприємстві «Ротор». Згодом була строкова служба в армії, навчався, працював.
З 1990 року обіймав посаду голови ревізійної комісії Всесоюзної асоціації незалежних туристичних фірм. Одночасно був керівником першої недержавної туристичної організації в Черкасах.
Як адвокат захищав права споживачів. Крім правозахисної діяльності, займається також приватним підприємництвом.
Один з організаторів «Православної служби тилу», волонтер. У серпні 2014 року під час поїздки з журналістами на Донбас потрапив у полон бойовиків поблизу міста Ровеньки на Луганщині. НСЖУ й міжнародні організації боролися за його визволення. У полоні перебував 100 днів, після повернення займався юридичною практикою, активною творчою та громадською діяльністю.
Живе в Черкасах. Православний християнин.

## Творчість
Зі студентських років займався музикою. У 2000—2002 роках випустив два компакт-диски «Тільки ти і я», «Made in Ukraine» (написав музику і слова до двох пісень, до решти — лише музику), одну з пісень «Солодкий біль» виконав у супроводі Черкаського камерного оркестру.
Від 1998 року видав дві збірки віршів, одна з них — «Буферна зона» (2000). Автор повісті «Один против стаи» (російською мовою, 2004) і роману «Тайный монах» (2008), який вийшов у світ електронною книжкою в Санкт-Петербурзі 2013 року. Автор книжок «Привиди президента» (документальна повість), «100 днів полону, або Позивний „911“» (2016), роману в трьох книгах «Вірний Присязі!» (2019). Має публікації в періодиці, зокрема й в іноземній (Ізраїль, РФ), та в інтернет-виданнях.

## Громадська, політична діяльність
Секретар Національної спілки журналістів України (з 2017 р.). Помічник народного депутата України (на громадських засадах). Був кандидатом у депутати Черкаської обласної ради (2015). На місцевих виборах 2020 року балотувався на посаду Черкаського міського голови від партії «Пропозиція».
Брав участь у міжнародних конференціях ОБСЄ з прав людини, свободи слова (Київ, Варшава), громадських слуханнях, семінарах з питань правової безпеки та журналістської етики. 
Член керівних органів громадських об'єднань «Захист прав обманутих споживачів», «Центр допомоги військовополоненим, заручникам та родичам безвісно відсутніх», «Соціальне підприємництво».

## Захоплення
Музика. Література. Футбол. З 2006-го співає в церковному хорі Свято-Троїцького кафедрального собору (м. Черкаси).

## Нагороди, відзнаки
- Премія імені Богдана Хмельницького за краще висвітлення військової тематики у творах літератури та мистецтва (2020)[3][4]
- Національна премія за захист свободи слова імені І. Лубченка (відзнака НСЖУ, 2017)[5]
- Диплом лауреата XVIII Конкурсу «Українська мова — мова єднання» (2017)